# Guy Desolre
Guy Desolre est devenu en 1995 le premier gouverneur adjoint de la nouvelle province du Brabant flamand. En 2005, il est remplacé par Valérie Flohimont à ce poste.
Ce professeur de l'Université libre de Bruxelles, titulaire du cours de "Politique sociale européenne" et membre du PS fut dans les années 1970 un des dirigeants de la IVe Internationale, plus précisément membre du Secrétariat unifié de cette internationale trotskyste.
Après avoir milité dans les années 1960 aux Jeunes Gardes socialistes (organisation de jeunesse du PSB-BSP unitaire (bilingue) jusqu'à son exclusion collective en 1964 et son remplacement par le Mouvement des jeunes socialistes), Guy Desolre, connu dans les milieux trotskystes sous le pseudo "Charlier", figura parmi les cofondateurs de la Ligue révolutionnaire des travailleurs (LRT) en 1971, puis de sa scission le Groupe marxiste internationaliste.

## Publications
- Cahiers de Droit européen n° 1-2, 2000, " Le principe de non-discrimination, la liberté de circulation et les facilités linguistiques en matière judiciaire ".
- Démocratie et Socialisme, "Manœuvres de la Droite contre ceux qui ont un passé trotskiste...", 30 mars 2003